# Wojna bizantyńsko-genueńska (1348–1349)
Wojna bizantyńsko-genueńska – konflikt toczony w latach 1348–1349 o kontrolę celną nad Bosforem, wynikły z powodu obniżenia przez Bizancjum opłat celnych w tym regionie. Po zniszczeniu floty bizantyjskiej walki zakończyły się podpisaniem pokoju na warunkach korzystnych dla cesarstwa. 

## Przyczyny konfliktu
Po objęciu tronu cesarz Jan VI Kantakuzen próbował uniezależnić się od Republiki Genui. W tym celu rozpoczął budowę floty wojennej. Osłabione wojną domową Cesarstwo Bizantyjskie cierpiało na dotkliwe braki finansowe, jednak dzięki składkom prywatnym zebrano, choć z trudem, na ten cel kwotę 50 000 hyperpyronów. Jednocześnie większość ceł z Bosforu było pobieranych w Galacie przez Republikę Genui. Cesarz zamierzał zwiększyć dochody państwa poprzez obniżenie własnych taryf i przyciągnięcie statków kupieckich do Konstantynopola. 

## Działania zbrojne
Obniżenie opłat w Konstantynopolu ściągnęło tam większość statków handlowych. Poszkodowani finansowo przez nowe taryfy Genueńczycy zaatakowali w sierpniu 1348. Zdołali spalić w dokach w Konstantynopolu znaczną cześć nowo budowanej nowej floty bizantyjskiej, razem z kotwiczącymi tam statkami kupieckimi. Cesarz wznowił budowę okrętów i zaatakował Galatę od strony lądu, paląc znaczną część nadbrzeżnych magazynów i bombardując samo miasto za pomocą katapult. Kiedy jednak świeżo odbudowana flota bizantyjska zaatakowała ten port od strony morza, brak doświadczenia wśród marynarzy spowodował znaczne straty. 

## Konsekwencje
Prawdopodobnie, aby uniknąć przedłużającego się konfliktu, szkodzącego ich interesom handlowym, Genueńczycy zgodzili się po upływie 10 lat zwrócić wyspę Chios i wypłacić okup w wysokości 100 000 hyperpyronów. Tym niemniej Bizancjum nigdy już nie odbudowało swojej floty.